# Jean-Baptiste Mathias
Jean-Baptiste Mathias, né le 29 juin 1913 à Albertville (Savoie) et mort le 22 mai 1974 dans la même ville, est un homme politique français.

## Biographie
Il participa à la résistance dans la région d'Albertville. Après-guerre, il participa à Jeune République, puis rejoignit l'Union démocratique et socialiste de la Résistance - dont il fut président départemental - ainsi que le Rassemblement des gauches républicaines et enfin l'Union des démocrates pour la République.
Résistant, il est nommé à la mairie d'Albertville en 1944 : il sera membre du conseil municipal jusqu'à sa mort en 1974. En mars  1953 il devient premier adjoint de la ville d'Albertville, puis maire en avril 1958 après la mort de son ami Pierre Michalon.
Comme maire, il fit construire des groupes scolaires, un collège mixte, réalisa des travaux d'assainissement et d'éclairage public, un hôtel des postes, des cités HLM et de nouvelles zones urbanisées. Réélu maire en 1959 et 1965, sa liste n'obtient que cinq sièges en 1971, même si son score personnel (panachage) est le plus élevé. Le chirurgien Henri Dujol, gaulliste, devient maire (jusqu'en 1995).
Élu conseiller général du canton d'Albertville dès octobre 1945, étant même vice-président du Conseil général de la Savoie. En 1973, il est battu par un candidat communiste, Louis Marin-Matholaz.
Candidat aux législatives de juin puis d'octobre 1945, et celles de 1956, sur des listes RGR, UDSR et radicales, il devient en 1959 le suppléant du sénateur Paul Chevallier. Il est élu sénateur de la Savoie en 1968, à 55 ans, sous l'étiquette CDS. Mais il meurt de maladie quelques années plus tard, en 1974 ; son suppléant Louis Marré lui succède.

## Mandats
- Conseiller municipal d'Albertville (1944-1958 et 1971-1974)
- Maire d'Albertville (1958-1971)
- Conseiller général de la Savoie (1945-1973)
- Sénateur de la Savoie (1968-1974)

## Décorations
Chevalier de la Légion d'honneur